# Resident Evil: Operation Raccoon City
Resident Evil: Operation Raccoon City (укр. Оселя зла: Операція Раккун-Сіті, яп. バイオハザード オペレーション・ラクーンシティ) — відеогра у жанрі шутер від третьої особи, спільно розроблена компаніями Slant Six Games та Capcom. Реліз відбувся 20 березня 2012 року в Північній Америці, 22 березня 2012 року в Австралії, 23 березня 2012 року в Європі та 26 квітня 2012 року в Японії.
Дія гри відбувається приблизно в той самий час, що й у Resident Evil 2 та Resident Evil 3, та використовує персонажів з цих двох ігор, однак сценарій гри є неканонічним. Історія гри розповідає про групу елітних воєнізованих приватних військових найманців корпорації Амбрелла під час спалаху зомбі в Раккун-Сіті. Гра викликала неоднозначну реакцію критиків, але мала комерційний успіх — було продано понад 2,1 мільйона копій.

## Ігровий процес
Всього в грі 12 ігрових персонажів, по шість персонажів на кожну сторону. У команді Служби безпеки Амбрелли: 
- Вектор, експерт команди з розвідки, наділений здатністю маскування;
- Лупо, керівник команди;
- Белтвей, фахівець з експлуатації вибухівки;
- Спектр, піхотний снайпер;
- Берта, медик;
- Чотириокий, науковець, вміє програмувати біоорганічну зброю (БОЗ).

На стороні Командування спеціальних операцій США:
- Ді-Ей, лідер команди;
- Віллоу, експерт з розвідки;
- Твід, експерт з руйнації;
- Гарлі, медик;
- Шона, польовий вчений;
- Тусовщиця, снайперка.

Кожен персонаж в обох кампаніях поділяється на шість окремих класів, кожен з яких має власний набір навичок та вмінь. До цих класів відносяться: Штурмовик, Розвідник, Спостерігач, Польовий вчений, Руйнівник та Медик.
На додаток до однокористувацької гри, гра також пропонує кооперативний режим Raccoon Mode для чотирьох гравців, в якому Служба безпеки Амбрелли протистоїть командам спеціального призначення США.
Зомбі в грі здатні атакувати різними способами. Наблизившись надто близько до персонажа, зомбі-мутант зазвичай намагається схопити його, що вимагає від гравця швидко рухати аналоговим стіком, щоб уникнути укусу. Гравці, яким це не вдасться, будуть інфіковані на обмежений проміжок часу. Поки вони заражені, вони отримують невеликі бонуси за рахунок повільно виснажуваної смужки здоров'я. Якщо персонаж був укушений і час зараження закінчився, він стане неконтрольованим та атакуватиме своїх колишніх товаришів, доки його не вб'ють, що дозволить гравцеві перезапуститися. Окрім зомбі, у грі є додаткові типи ворогів, такі як Лизуни, Мисливці та Цербери. За певних обставин гравці можуть керувати ними.
Heroes Mode — це багатокористувацький режим, що дозволяє грати за таких персонажів, як Леон Кеннеді, Клер Редфілд, Джилл Валентайн, Карлос Олівейра, Ада Вонґ, ХАНК, Ніколай Зінов'єв, а також за нового персонажа, Самотнього Вовка. Ексклюзивний для Xbox 360 режим Nemesis Mode дозволяє одному гравцеві керувати Немезисом і з його допомогою вбивати іншу команду.

## Сюжет

### Служба безпеки Амбрелли
Команда «Дельта» Служби безпеки Амбрелли (СБА) проникає до підземної лабораторії у Раккун-Сіті, де зустрічається з лідером команди «Альфа» ХАНКОМ. Їхнє завдання — допомогти команді «Альфа» не допустити, щоб доктор Вільям Біркін передав свої дослідження Т-вірусу американським військовим і забрати G-вірус. Дорогою до лабораторії Біркіна вони дізнаються, що той заплатив численним приватним військовим підрядникам Umbrella Biohazard Countermeasure Service (UBCS) (укр. Служба Протидії Біологічним Загрозам Амбрелли, СПБЗ), щоб ті працювали на нього, поки триває угода. Коли вони дістаються до лабораторії Біркіна, лікар робить собі ін'єкцію вірусу, а ХАНК залишається боротися з ним, поки команда «Дельта» йде далі.
Згодом після битви стає очевидним, що Т-вірус охопив усе місто, і люди починають перетворюватися на зголоднілих зомбі, що жадають людської плоті. Команда «Дельта» отримує наказ знищити докази причетності Амбрелли до спалаху вірусу, який вони вважають покаранням командування СБА.
Пізніше команда вирушає до парку Раккун-Сіті на пошуки виду Немезиc-Т, який вийшов з-під контролю. Щоб повернути його під свій контроль, в його тіло вводять другого паразита. Незабаром після завершення цього завдання команду відправляють до поліцейського відділку Раккун-Сіті, з наказом вбити всіх вцілілих поліцейських та знищити докази, що пов'язують компанію зі спалахом хвороби. Команда виходить з відділку й невдовзі зустрічає Леона С. Кеннеді, на якого вони починають полювати разом із Шеррі Біркін. Після того, як вони знаходять і заганяють у кут Леона, Клер Редфілд та Шеррі, гра може закінчитися двома способами: в одному варіанті половина команди щадить Леона, а іншу зраджує і вбиває їх. Потім вони звільняються з Амбрелли через те, що вони покинули їх під час місії, і зраджують їх, залишаючи трійцю в живих; в іншому варіанті Леона і Клер страчують, а Шеррі відправляють до установи компанії.

### Ехо Шість
Командування спеціальних операцій відправило команду «Ехо Шість» до Раккун-Сіті, щоб з'ясувати причини спалаху епідемії. Прямуючи до поліцейського управління у місті, вони натрапляють на Джилл Валентайн, яка тікає від Немезиса. Вона звинувачує Амбреллу у спалаху епідемії і радить команді перед тим, як розійтися, обстежити мерію в пошуках доказів. Там Ехо Шість знаходить плани підземної лабораторії Амбрелли і вирушає до каналізації, щоб знайти вхід до неї, по дорозі борючись з Немезисом.
Просуваючись далі по каналізації, «Ехо Шість» стикається з мутованим Біркіним, який атакує спецпризначенців, і Клер Редфілд, яка шукає Шеррі Біркін. Команда супроводжує Клер та знаходить Шеррі, перш ніж потрапляє в засідку Біркіна. Клер виводить Шеррі через пролом у дверях, а «Ехо Шість» прикриває їхню втечу; зрештою вони перемагають Біркіна й продовжують свою місію.
Знайшовши підземну лабораторію, «Ехо Шість» дізнаються, що причиною спалаху є Т-вірус і що G-вірус може ще більше погіршити ситуацію. Вони отримують наказ відібрати зразок G-вірусу для подальшого вивчення. У лабораторії вони дізнаються, що Шеррі має при собі зразок G-вірусу, а Тиран запрограмований на її полювання, аби вилучити його.
Командування спеціальних операцій отримує сигнал тривоги від Леона Кеннеді, який повідомляє про місцеперебування Клер і Шеррі; «Ехо Шість» отримує завдання посприяти в їхній евакуації. У зоні евакуації на них нападає Паразит-супертиран; команда бореться з ним і вбиває його. Леона, Клер та Шеррі евакуюють на вертольоті, але командування наказує «Ехо Шість» залишитися для виконання останньої місії, яку можуть виконати лише вони.

## Розробка та випуск
Ідея створення гри виникла під час розробки Lost Planet 2. У листопаді 2010 року видання Kotaku повідомило про чутки, що Slant Six Games, розробник SOCOM U.S. Navy SEALs: Confrontation, розробляє Resident Evil: Raccoon City. На своєму сайті Slant Six Games написали, що в даний час розробляють «новий дивовижний проєкт», який ще не був анонсований, але створюється у співпраці з «новим партнером-видавцем франшизи світового класу». У березні 2011 року продюсер гри Масачіка Кавата оцінив готовність гри на 45%. За словами Кавати, велися дискусії про введення в гру нових біоорганічних ворогів.

## Сприйняття
| Агрегатор    | Оцінка                                 |
| ------------ | -------------------------------------- |
| GameRankings | (PC) 52.67% (X360) 52.62% (PS3) 48.17% |
| Metacritic   | (X360) 52/100 (PS3) 52/100 (PC) 48/100 |

| Видання                      | Оцінка                       |
| ---------------------------- | ---------------------------- |
| Destructoid                  | 7.5/10                       |
| Edge                         | 3/10                         |
| Eurogamer                    | 4/10                         |
| G4                           | 3.5/5                        |
| Game Informer                | 6/10                         |
| GameRevolution               | [ 23 ]                       |
| GameSpot                     | 4.5/10                       |
| GamesRadar+                  | [ 25 ]                       |
| GamesTM                      | 3/10 (offline) 3/10 (online) |
| IGN                          | 4/10                         |
| Official Xbox Magazine (США) | 7/10                         |

Resident Evil: Operation Raccoon City отримала змішані відгуки від критиків. На сайтах GameRankings та Metacritic версія для ПК отримала 52,67% та 48/100, для Xbox 360 — 52,62% та 52/100, а для PlayStation 3 — 48,17% та 52/100 відповідно.
Official Xbox Magazine поставили грі оцінку 7.0, назвавши її «задовільним поєднанням перестрілок і командної роботи». Destructoid відзначили, що гра «страждає від поганого дизайну... але це не заважає їй бути справді цікавою й має задовольнити будь-кого, хто шукає якусь хардкорну забавку». The Guardian написали: «Важливо мати на увазі, що найкраще проходити гру в мультиплеєрі, а не в самоті. Але гра дійсно весела і пропонує свіжий погляд на ключові моменти у всесвіті Resident Evil». GameShark сказали: «Raccoon City не є наступною справжньою грою Resident Evil (хоча її покращене управління обіцяє бути таким). Замість цього, це переважно добротний шутер від третьої особи, заснований на принципі маскування, який відбувається в тому ж всесвіті».
В огляді IGN сказано: «Справжній спалах зомбі був би менш трагічним», а гру описали, як «щось більше, ніж SOCOM для бідняків і Resident Evil для злидарів». GameSpot підтримали ці погляди, заявивши, що «гра є страшенно недосконалим спінофом, який в'яне в тіні своїх чудових попередників».
GamesTM поставили грі 3/10, розкритикувавши штучний інтелект партнерів по команді, глюки та непрезентабельний сеттинг після гри в одиночному режимі. GamesTM повернулися до гри після її релізу, щоб переглянути можливості гри в онлайні, і в підсумку прийшли до тих самих висновків, критикуючи поганий штучний інтелект та дизайн місій, хоча й зазначили, що гра була кращою в онлайні, ніж в оффлайні. Вкотре вони оцінили гру на 3/10. Eurogamer назвали її «недопрацьованим і недоробленим кошмаром... який виконує самий мінімум у кожній з категорій». GamesRadar+ підсумували свій огляд наступними словами: «Невдалий дизайнерський підхід, наративні помилки та технічні проблеми в поєднанні роблять цю гру однією з найгірших ігор серії Resident Evil на сьогоднішній день». Game Informer закінчили свій огляд словами: «Навіть мультиплеєр не є достатньою причиною для того, щоб спробувати цей невдалий експеримент з логотипом Resident Evil».
Edge поставили грі 3 бали з 10, підсумувавши, що «важко визначити, що може запропонувати ця явно низькобюджетна стрілялка, окрім ще одного повернення на вже насичену кров'ю і добре протоптану стежку». Game Revolution навіть заявили, що гра дискредитувала бренд Resident Evil, і що вона «ніколи не повинна була носити назву Resident Evil. Від неї тхне суто бізнес-орієнтованим підходом до прийняття рішень. Гарантовано, що гравці, зайшовши в магазин і побачивши цю марку, будуть очікувати чогось зовсім іншого. Це несправедливо по відношенню як до споживачів, так і до фанатів серії».
У травні 2012 року Capcom оголосила, що Operation Raccoon City розійшлася тиражем у 2 мільйони копій по всьому світу. Незважаючи на те, що компанія вважає гру «великим успіхом», команда розробників визнала, що сприйняття гри критиками було «проблемним».